# Campeonato Regional de Coimbra
O Campeonato Regional de Coimbra foi uma competição de futebol portuguesa organizada pela Associação de Futebol de Coimbra. Era a competição que elegia oficialmente o campeão de futebol do Distrito de Coimbra, a primeira edição foi na época de 1922–23 e a última na época de 1946–47. O maior vencedor é a Associação Académica de Coimbra com 18 títulos e o segundo maior é o CF União de Coimbra com 7 títulos.

## Vencedores

### Por época
| Época   | Vencedor         |
| ------- | ---------------- |
| 1946–47 | União de Coimbra |
| 1945–46 | Académica        |
| 1944–45 | Académica        |
| 1943–44 | Académica        |
| 1942–43 | Académica        |
| 1941–42 | Académica        |
| 1940–41 | Académica        |
| 1939–40 | Académica        |
| 1938–39 | Académica        |
| 1937–38 | Académica        |
| 1936–37 | Académica        |
| 1935–36 | Académica        |
| 1934–35 | Académica        |
| 1933–34 | Académica        |
| 1932–33 | Académica        |
| 1931–32 | União de Coimbra |
| 1930–31 | União de Coimbra |
| 1929–30 | União de Coimbra |
| 1928–29 | União de Coimbra |
| 1927–28 | Académica        |
| 1926–27 | União de Coimbra |
| 1925–26 | União de Coimbra |
| 1924–25 | Académica        |
| 1923–24 | Académica        |
| 1922–23 | Académica        |

### Por clube
| Clube            | Venceu | Época(s) |
| ---------------- | ------ | --- |
| Académica        | 18     | 1922–23, 1923–24, 1924–25, 1927–28, 1932–33, 1933–34, 1934–35, 1935–36, 1936–37, 1937–38, 1938–39, 1939–40, 1940–41, 1941–42, 1942–43, 1943–44, 1944–45 e 1945–46 |
| União de Coimbra | 7      | 1925–26, 1926–27, 1928–29, 1929–30, 1930–31, 1931–32 e 1946–47 |

Ref.: